# Detesalvo Lupi
Detesalvo Lupi, conosciuto anche come Detesalvi, Dietesalve, Diotesalvi e altri, (Bergamo, 1390/1400 – 14 novembre 1447), dedicò tutta la sua vita al seguito del condottiero Bartolomeo Colleoni a servizio della Repubblica di Venezia.

## Biografia
Detesalvo Lupi nacque presumibilmente nell'ultimo decennio del XIV secolo a Bergamo, figlio di Gherardo Benzoni Lupi della famiglia originaria della frazione Sentino di San Giovanni Bianco. Diede origine al ramo di Bergamo della famiglia Lupi.
Sposò in prime nozze una certa Mazzucconi de Rivola dalla quale nacquero: Filippo (1445-1489 circa) che fu cavaliere aurato e condottiero, fu consigliere della città orobica nel 1464, e sposò Dandola Leoni; Girardo e Bernardino, mentre una figlia risulta che fosse andata in sposa a Marchesino Rota, anche lui originario di una famiglia migrata dalla Val Brembana Alla morte della moglie si unì in matrimonio con Bona Rota della Pianca, che era vedova del giudice e console Galeazzo Capitani di Mozzo e figlia di Guglielmo. Dal matrimonio nacque altri tre figli: Pedrino che sposò Maddalena dell'importante famiglia guelfa dei Rivola, Detesalvo e Bartolomeo. Quest'ultimo però, dato che non viene citato nei lasciti testamentari potrebbe esser un figlio naturale.
Detesalvo Lupi è citato in due atti notarili che riguardano l'acquisto di terreni in località Calcinate. Il personaggio viene nominato come filius Girardi de V^Benzonibus dicti de Lupis. Un ulteriore atto del 23 aprile 1452 viene citato come: Magnificus miles dominus Detesalvus, filius Girardi del Lupis de S.to Iohanne Albo …..capitanus D.D. Venetiarum, l'atto è relativo l'acquisto di fondi sempre a Calcinate.
Nella città di Bergamo viene indicata la residenza il 9 gennaio 1459 nel palazzo della vicinia di Antescolis, che viene indicato come la casa vecchia e che ancora conserva tracce della costruzione medioevale. Risulta che i suoi nipoti costruirono palazzo Lupi nei primi anni del XVI secolo nella parte alta di via Pignolo.
Dopo la sua morte le sue proprietà furono divise tra gli eredi, i tre figli avuti dal primo matrimonio erano già in maggiore età, contrariamente minori i due figli avuti dal secondo matrimonio. Perché non vi fosse dilapidazione dei beni da parte dei fratelli maggiori intervenne il doge con il Ducale del 9 febbraio 1463 che ordinava al capitano di Bergamo di controllare e imporre la sua equa volontà. Per questa divisione si raggiunse un accordo solo nel 1477.

### Il condottiero
Detesalvo si arruolò in giovane età nell'esercito di Facino Cane dove pare abbia dato prova di valore, passando alla sua morte, al Carmagnola dove fu nominato conestabile dei fanti, seguendolo poi nel 1425, quando lasciò i Filippo Maria Visconti per la Repubblica di Venezia, e successivamente al seguito del condottiero di Bergamo Bartolomeo Colleoni che seguì per quasi tutta la vita. Nel 1437-1438 partecipò alla difesa della Val Brembana che Francesco Piccinino voleva espugnare. Il Lupi, che già aveva sconfitto l'anno prima a Zogno il perugino, lasciò liberamente passare i soldati a Ponteranica e Sorisole, paesi che furono distrutti dall'esercito, chiudendoli poi in un agguato, fermando così la loro avanzata. Anche il Piccinino pare che venne ferito da una pietra lanciata al grido di carne carne, ammazza ammazza. Con questa sua vittoria ottenne una rendita annua dal podestà Francesco Barbaro Capitano di Brescia a nome del doge Francesco Foscari di 150 ducati per sé e per i suoi eredi. Fu poi mandato a difendere Brescia sempre che era sotto assedio del Piccinino con ben 20.000 soldati, riuscendo a liberare la città con soli mille uomini, attraverso improvvise sortite. La città leonessa lo mise a capo dei cavalieri a difesa di Londrone con Gherardo Dandolo.

Il 22 gennaio 1439 sconfisse a Castel Romano l'esercito di Talian Furiano. La sua fedeltà al Colleoni e a Venezia fu premiata nel 1441. La Serenissima dopo aver espropriato i beni della famiglia Suardi che appoggiava i Visconti, compreso il castello di Cenate Sotto, e fondi di Trescore, Zandobbio e Chiuduno, li assegnò al condottiero che recatosi a Venezia il 24 maggio 1458 con a capo Bartolomeo Colleoni e ben duecento soldati, venne ricevuto dal doge Pasquale Malipiero di fronte alla basilica di San Marco, in quell'occasione il Colleoni ricevette il bastone del comando dell'esercito veneto. Il Detesalvo fu poi nominato comandante generale della fanteria veneta.
Non si conosce la sua data di morte che viene indicata tra il marzo e il dicembre del 1461 forse mentre si trovava in Candia. Il condottiero fu inumato nell'antico duomo di Bergamo, dove fu posta la scritta DIVO GEORGIO SACELLUM - INSIGNIS EQUES DETESALVUS LUPUS - PEDITATUS VENETI GENERALIS PRAEFECTUS - INSTITUIT - POSTERI EXORNANDUM CURARUNT.